# Rama (Izrael)
Rama (arab. رامة; hebr. ראמה) – samorząd lokalny położony w Dystrykcie Północnym, w Izraelu.

## Położenie
Miejscowość Rama jest położona na wysokości 420 metrów n.p.m. na zachodnim skraju Doliny Chananja, która jest przedłużeniem Doliny Bet ha-Kerem w kierunku wschodnim. Dolina Bet ha-Kerem z Doliną Chananja stanowią granicę między Dolną Galileą i Górną Galileą. Na północy wznosi się góra Har ha-Ari (1048 m n.p.m.), za którą rozciąga się Wyżyna Peki’in (886 m n.p.m.). Po stronie południowej wznoszą się góry Kamon (598 m n.p.m.) i Har Chazon (560 m n.p.m.). Na zachód od miejscowości przepływają strumienie Rama i Szezor należące do zlewni Morza Śródziemnego. Natomiast na wschodzie przepływa strumień Nachal ha-Ari, który wpada do przepływającego na południu strumienia Calmon – należą one do zlewni rzeki Jordan. Okoliczny teren opada w kierunku południowo-wschodnim. W otoczeniu Ramy znajdują się miejscowości Bet Dżan, Sadżur i Peki’in, kibuce Parod i Moran, moszawy Chazon i Szezor, wsie komunalne Kefar Chananja i Kamon, wieś arabska Ras al-Ajn, oraz wieś druzyjska En al-Asad.

### Podział administracyjny
Rama jest położona w Poddystrykcie Akki, w Dystrykcie Północnym.

## Demografia
Zgodnie z danymi Izraelskiego Centrum Danych Statystycznych w 2011 roku w Ramie żyło prawie 7,3 tys. mieszkańców, z czego 50,8% Arabowie chrześcijanie, 31,4% Druzowie i 17,8% Arabowie muzułmanie. Wskaźnik wzrostu populacji w 2011 roku wynosił -1,4%. Zgodnie z danymi Izraelskiego Centrum Danych Statystycznych średnie wynagrodzenie pracowników w Ramie w 2009 roku wynosiło 4995 ILS (średnia krajowa 7070 ILS).
| Wiek (w latach) | Procent populacji w % |
| --------------- | --------------------- |
| 0 – 4           | 7,8                   |
| 5 – 9           | 9,1                   |
| 10 – 14         | 9,8                   |
| 15 – 19         | 10,2                  |
| 20 – 29         | 15,5                  |
| 30 – 44         | 20,2                  |
| 45 – 59         | 15,2                  |
| 60 – 64         | 3,6                   |
| 65 –            | 8,6                   |

Źródło danych: Central Bureau of Statistics.

## Historia
Protestancki teolog i biblista Edward Robinson identyfikuje Ramę ze starożytnym miastem żydowskim Rama, które jest wymieniane w Biblii. Istniało ono aż do czasów bizantyjskich. Badania archeologiczne odkryły pozostałości kościoła z VI wieku. Według lokalnej tradycji, współczesne miasteczko Rama zostało założone w XVII wieku. W okresie osmańskim była to jedna z największych wiosek w Galilei. W wyniku I wojny światowej w 1918 roku cała Palestyna przeszła pod panowanie Brytyjczyków. W 1923 roku władze Brytyjskiego Mandatu Palestyny przyznały Ramie prawo do posiadania własnej rady lokalnego samorządu. Była to pierwsza palestyńska wieś, która otrzymała taki przywilej. W owym czasie Rama była czołowym producentem oleju oliwkowego w Palestynie. Przyjęta 29 listopada 1947 roku Rezolucja Zgromadzenia Ogólnego ONZ nr 181 w sprawie podziału Palestyny przyznawała rejon wioski Rama państwu arabskiemu. Podczas wojny domowej w Mandacie Palestyny na początku 1948 roku do wsi wkroczyły siły Arabskiej Armii Wyzwoleńczej, które paraliżowały żydowską komunikację w całym obszarze Galilei. Podczas I wojny izraelsko-arabskiej w październiku 1948 roku Izraelczycy przeprowadzili w tym rejonie operację „Hiram”, i 30 października zajęli Ramę. W izraelskiej armii służyła już wówczas druzyjska jednostka wojskowa, dlatego oszczędzono Ramę, nie wysiedlając jej mieszkańców. Dzięki temu wieś zachowała swój pierwotny charakter. W 1954 roku Rama otrzymała status samorządu lokalnego.

## Symbole
Herb Ramy przedstawia drzewo oliwkowe z dwoma kłosami pszenicy po bokach. Symbole te wskazują na tradycyjne źródła utrzymania lokalnej ludności. Powyżej umieszczono nazwę miejscowości w języku hebrajskim, a poniżej w języku arabskim. Oficjalna flaga jest w kolorze białym z zielonym herbem pośrodku.

## Polityka
Siedziba władz samorządowych znajduje się w samym centrum miejscowości.

## Architektura
Miasteczko posiada typową arabską architekturę, charakteryzującą się ciasną zabudową i wąskimi, krętymi uliczkami. Zabudowa powstawała bardzo chaotycznie, bez zachowania jakiegokolwiek wspólnego stylu architektonicznego.

## Kultura
W miejscowości jest ośrodek kultury i biblioteka publiczna.

## Edukacja i nauka
W miejscowości znajduje się 5 szkół, w tym 4 szkoły podstawowe. W 2010 roku uczyło się w nich ogółem ponad 2,3 tys. uczniów, w tym 1,1 tys. w szkołach podstawowych. Średnia liczba uczniów w klasie wynosiła 28.

## Sport i rekreacja
We wschodniej części miejscowości znajduje się boisko do piłki nożnej. Mniejsze boiska oraz sale sportowe są zlokalizowane przy szkołach.

## Religia
W miasteczku znajdują się trzy kościoły chrześcijańskie, klasztor, meczet i sanktuarium Druzów.

## Turystyka
Miejscowość jest dogodnym punktem wyjściowym do wycieczek po górach Górnej Galilei.

## Gospodarka
Podstawą lokalnej gospodarki pozostaje rolnictwo (przede wszystkim uprawy drzew oliwnych), chociaż coraz większą rolę odgrywają usługi i handel. Wielu mieszkańców pracuje w izraelskiej policji i armii. Podejmowane są wysiłki na rzecz pobudzenia turystyki. Wielu mieszkańców pracuje w okolicznych strefach przemysłowych.

## Transport
Wzdłuż południowej granicy miasteczka przebiega droga nr 85, którą jadąc na zachód dojeżdża się do moszawu Szezor, lub jadąc na wschód dojeżdża się do kibucu Moran i skrzyżowania z drogą nr 866. Z miasteczka wychodzi w kierunku północnym droga nr 864, którą można dojechać do miasteczek Peki’in i Bet Dżan, oraz wsi komunalnej Haraszim. W kierunku południowym prowadzi droga nr 804, którą dojeżdża się do wsi Ras al-Ajn. W kierunku północno-wschodnim odchodzi droga nr 8566 prowadząca do miejscowości Sadżur.

## Ludzie związani z Ramą
- Mira Awad